# Carl Aurivillius (zoolog)
Carl Wilhelm Samuel Aurivillius, född 31 augusti 1854 i Forsa socken, död 16 december 1899 på hemresan från en forskningsfärd till Indien, var en svensk zoolog. Han var sonson till Pehr Fabian Aurivillius och bror till Christopher Aurivillius.
Aurivillius blev student vid Uppsala universitet 1872 samt filosofie doktor och docent i zoologi 1883. Aurivillius var en utmärkt kännare av de nordiska havens lägre djur. I den Svenska hydrografiska kommissionens arbete tog Aurivillius sedan 1893 en synnerligen verksam del. I en svensk upplaga av Brehms "Djurens liv" bearbetade han kapitlen från och med kräftdjuren till arbetets slut.
Carl Aurivillius är begravd på Uppsala gamla kyrkogård.